# Aliança dels Moviments Nacionals Europeus
L'Aliança dels Moviments Nacionals Europeus (AENM, en les seves sigles en anglès) és un partit polític europeu que va ser fundat a Budapest el 24 d'octubre de 2009 per una sèrie de partits nacionalistes i d'extrema dreta dels països d'Europa. Els membres fundadors de l'Aliança foren el Moviment per a una Hongria Millor (l'Aliança es va establir durant el seu sisè congrés del partit), el Front Nacional francès, Fiamma Tricolore, els Demòcrates Nacionals suecs i el Front Nacional belga. L'octubre de 2011, Marine Le Pen, nova líder del Front Nacional francès va renunciar a l'AENM i es va unir a l'Aliança Europea per la Llibertat (EAF, en anglès).

## Història
El novembre de 2009, el Partit Nacional Britànic va afirmar que l'Aliança s'havia ampliat a nou partits, però aquesta informació no va ser confirmada pel president de l'AENM Bruno Gollnisch el 2012.
En una conferència de premsa celebrada a Estrasburg el 16 de juny de 2010, es va confirmar el lideratge polític de l'AENM: Bruno Gollnisch, president; Nick Griffin, vicepresident; Béla Kovács, tresorer i Valerio Cignetti, secretari general.
L'octubre de 2013, Marine Le Pen va demanar que Gollnisch i Jean-Marie Le Pen deixessin l'AENM per tal d'unir-se a la més moderada EAF i així unificar el Front Nacional francès sota la bandera de l'AEP. Marine Le Pen va intentar «desdemonitzar» el partit, és a dir, donar-li una imatge més acceptable. La cooperació amb els partits obertament racistes i antisemites presents a l'AENM va ser vist com a contradictori amb aquests objectius. El 7 de novembre, els dos van declarar que havien seguit la petició de Marine Le Pen i havien deixat l'AENM. Això va significar aleshores el final del mandat de Gollnisch com a president de l'AENM, un lloc ocupat per Béla Kovács des de gener de 2014.
El 20 de març de 2014 el partit ucraïnès Unió Panucraïnesa "Llibertat" va anunciar que abandonava la condició d'observador de l'AENM a causa de la postura de diversos membres de l'Aliança en favor de la intervenció militar russa a Ucraïna de 2014-15. El líder de l'aliança Béla Kovács va actuar com a observador a les eleccions parlamentàries de Donbass de 2014.

## Membres

### Partits membres[5]
| Partit                            | Abr.   | Estat      | Diputats europeus | Legisladors nacionals |
| --------------------------------- | ------ | ---------- | ----------------- | --------------------- |
| Moviment per a una Hongria Millor | Jobbik | Hongria    | 3                 | 23                    |
| Fiamma Tricolore                  | FT     | Itàlia     | 0                 | 0                     |
| Partit Democràtic Nacional        | ND     | Bulgària   | 0                 | 0                     |
| Partit Nacional Britànic          | BNP    | Regne Unit | 0                 | 0                     |
| Moviment Social Republicà         | MSR    | Espanya    | 0                 | 0                     |
| Partit Nacional Renovador         | PNR    | Portugal   | 0                 | 0                     |

### Membres associats (individus)
| Nom                         | Estat    | Afiliació política                |
| --------------------------- | -------- | --------------------------------- |
| Béla Kovács                 | Hongria  | Moviment per a una Hongria Millor |
| Dimitar Stoyanov            | Bulgària | Unió Nacional Atac                |
| Christian Verougstraete     | Bèlgica  | Vlaams Belang                     |
| Bartosz Jozef Kownacki      | Polònia  | Dret i Justícia                   |
| Dailis Alfonsas Barakauskas | Lituània | Ordre i Justícia                  |

### Antics membres observadors
| Partit                        | Abr. | Estat   | Diputats europeus  | Legisladors nacionals |
| ----------------------------- | ---- | ------- | ------------------ | --------------------- |
| Unió Panucraïnesa "Llibertat" | ВОС  | Ucraïna | No pertany a la UE | 37/445                |